# Pioneer Building (San Francisco)
Pour les articles homonymes, voir Pioneer Building.
Le Pioneer Building (bâtiment des pionniers, en anglais) est un bâtiment de San Francisco, en Californie aux États-Unis. Siège social historique des startups OpenAI et Neuralink, il est inscrit au Registre national des lieux historiques depuis 1987, sous le nom de « Pioneer Trunk Factory - CA Malm & Co. ».

## Historique
Cette ancienne usine « Pioneer Trunk Factory » est construite en 1902, dans le quartier Mission District de la baie de San Francisco, au nord de l'actuelle Silicon Valley en Californie.

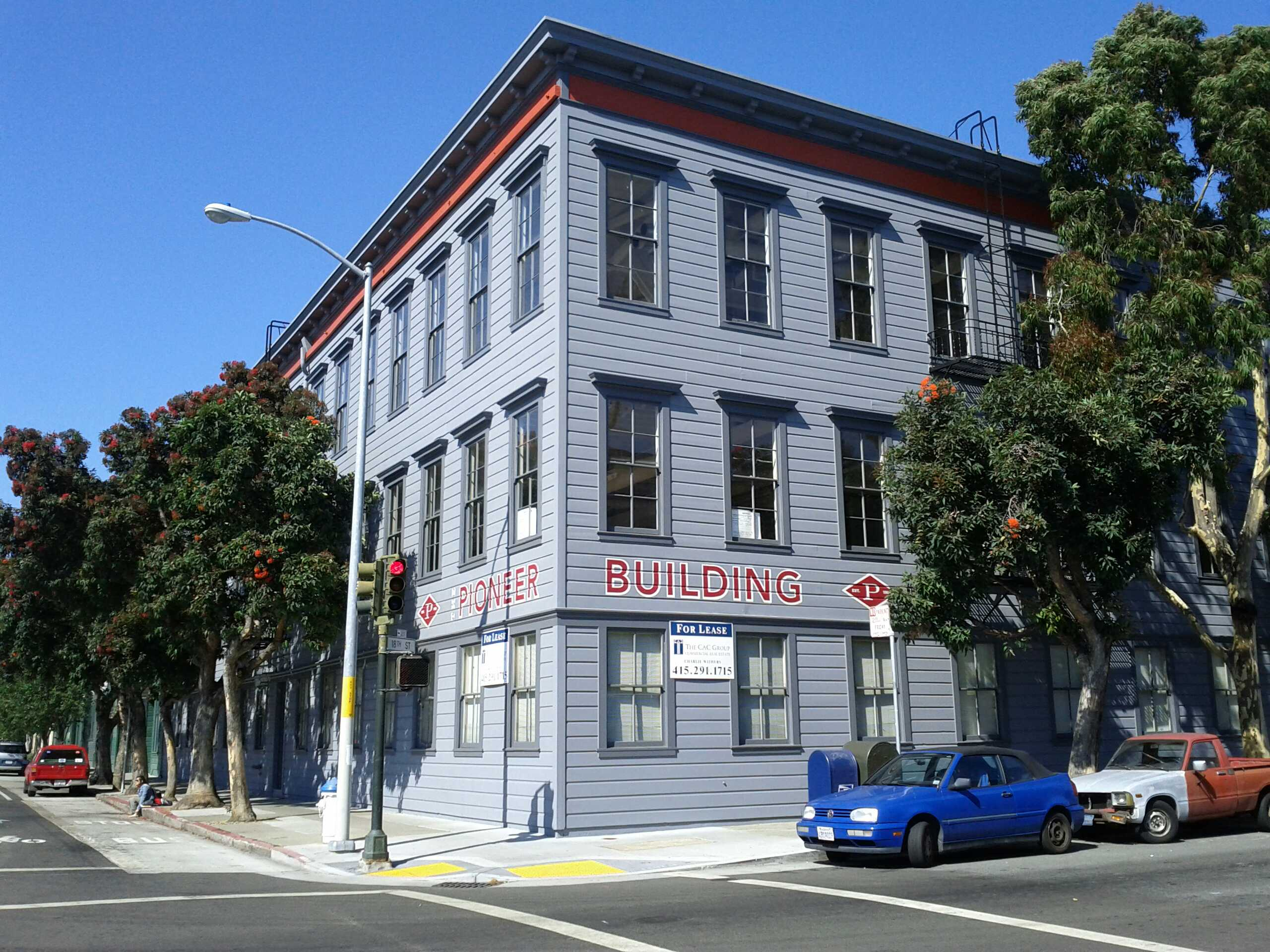
Pioneer Building
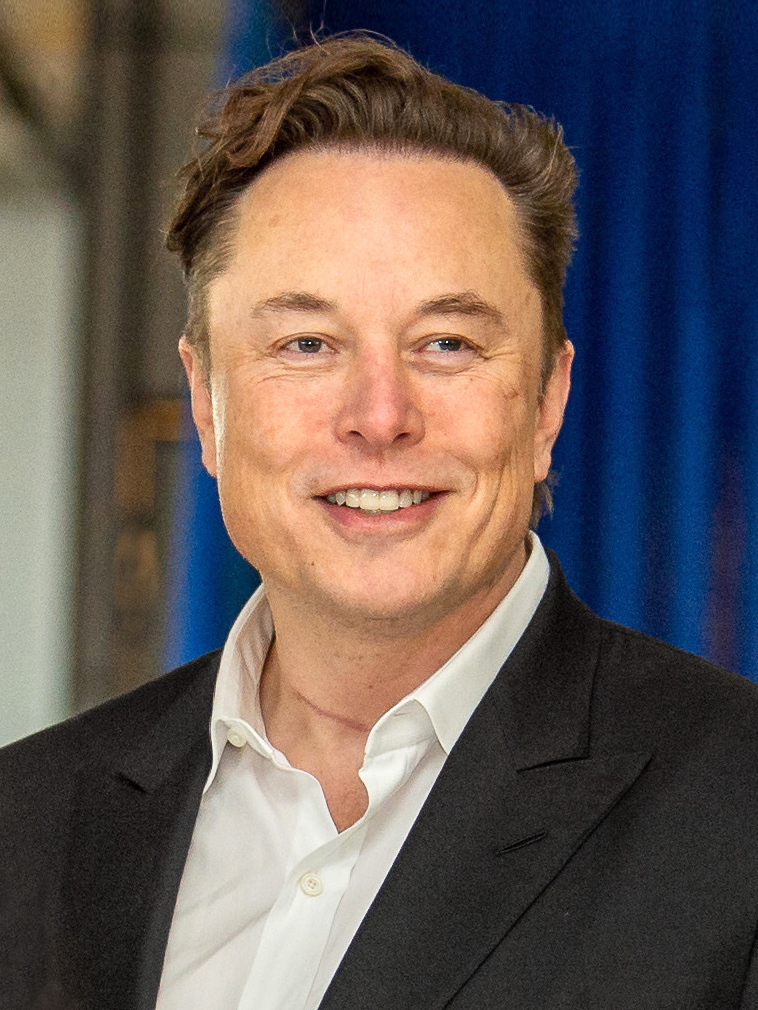
Elon Musk
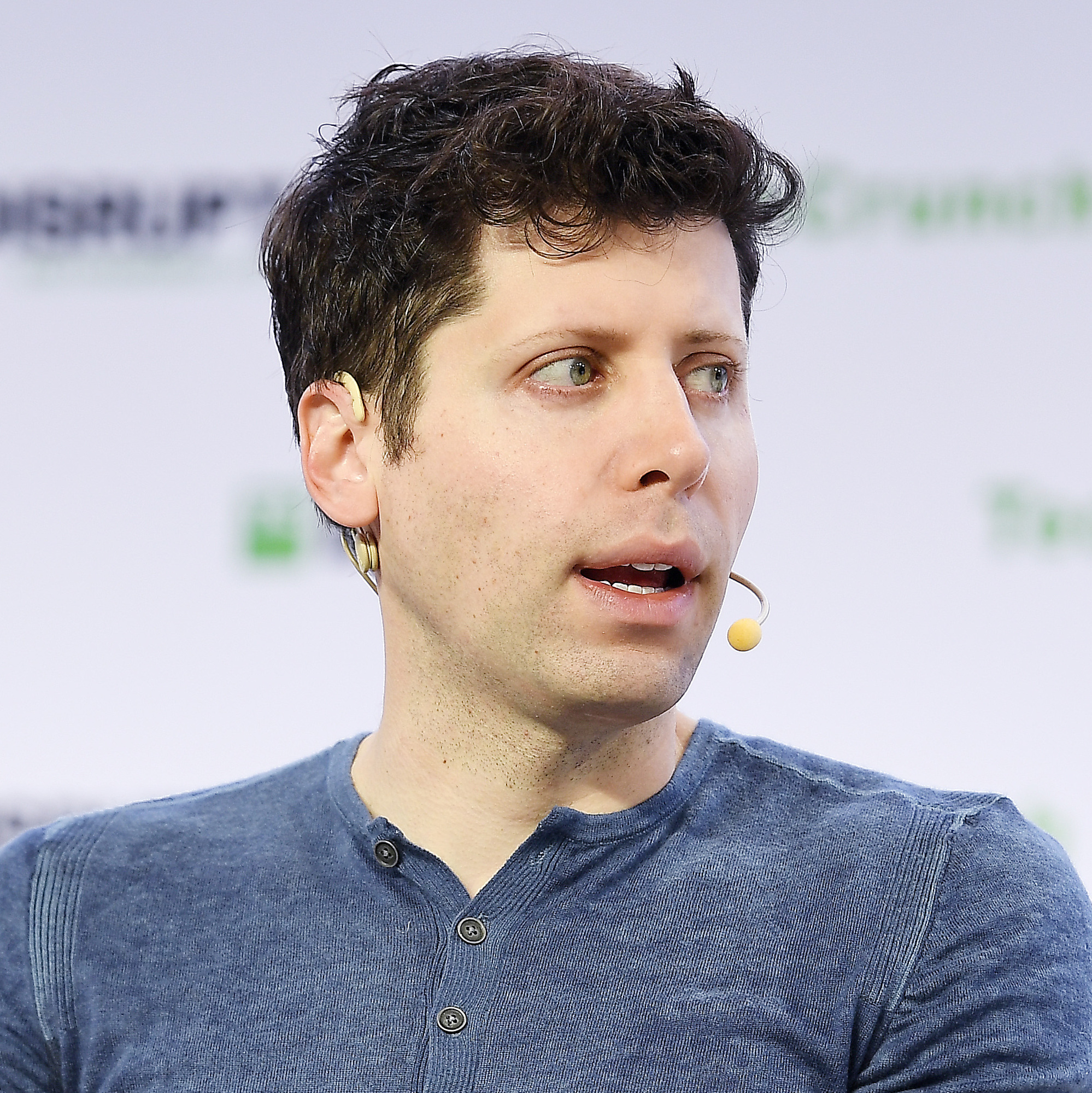
Sam Altman

Elon Musk et Sam Altman fondent en 2015 leur startup OpenAI (ChatGPT, intelligence artificielle, IA) dans cette ancienne usine, suivie en 2020 de la seconde startup Neuralink d'Elon Musk (neurotechnologique).
Ce lieu historique fait partie des lieux pionniers symboliques de l'histoire de l'informatique de la région de la Silicon Valley en Californie, avec entre autres les Garage Hewlett-Packard, Garage Apple, Garage Google, ou encore Facebook City...  